# Planomalina
Planomalina es un género de foraminífero planctónico de la familia Planomalinidae, de la superfamilia Planomalinoidea, del suborden Globigerinina y del orden Globigerinida. Su especie tipo es Planomalina apsidostroba. Su rango cronoestratigráfico abarca desde el Albiense superior (Cretácico inferior) hasta el Cenomaniense inferior (Cretácico superior).

## Descripción
Planomalina incluía especies con conchas planiespiraladas, parcialmente evolutas, biumbilicada, de forma biconvexa, aplanada en lados umbilicales; sus cámaras eran inicialmente globulares, después alargadas radialmente y finalmente romboidales comprimidas, seleniformes en los lados umbilicales; sus suturas intercamerales eran curvadas, gruesas, elevadas y nodulosas (carena circumcameral); su contorno era redondeado y lobulado; su periferia era angulosa, con una carena pustulosa o nodulosa (muricocarena); su ombligo era amplio; su abertura principal era ecuatorial, basal, de arco pequeño moderadamente alto, y protegida por un pórtico; los pórticos de las aberturas de las cámaras precedentes permanecían relictas en ambas áreas umbilicales; presentaban pared calcítica hialina radial, finamente perforada con poros cilíndricos, con la superficie lisa o punteada.

## Paleoecología
Planomalina incluía especies con un modo de vida planctónico, de distribución latitudinal cosmopolita, preferentemente tropical-subtropical, y habitantes pelágicos de aguas profundas (medio mesopelágico inferior a batipelágico superior).

## Clasificación
Planomalina incluye a las siguientes especies:
- Planomalina apsidostroba †
- Planomalina buxtorfi †
  - Planomalina buxtorfi bicarinata †
- Planomalina cheniourensis †
- Planomalina praebuxtorfi †

Otras especies consideradas en Planomalina son:
- Planomalina almadensis †, de posición genérica incierta
- Planomalina alvarezi †
- Planomalina blowi †
- Planomalina caseyi †
- Planomalina ehrenbergi †
- Planomalina maridalensis †
- Planomalina mauryae †
- Planomalina mendezensis †
- Planomalina puchovensis †
- Planomalina pulchella †
- Planomalina saundersi †

En Planomalina se ha considerado el siguiente subgénero:
- Planomalina (Globigerinelloides), aceptado como género Globigerinelloides